# کامرون میلتون تیلور
کامرون میلتون تیلور (انگلیسی: Kameron Taylor؛ زادهٔ ۵ اکتبر ۱۹۹۴) بازیکن بسکتبال اهل ایالات متحده آمریکا است.